# Pikurka
Pikurka (ros. Пикурка) – wieś (dieriewnia) w Rosji, w Mari El, w rejonie siernurskim. W 2010 liczyła 24 mieszkańców.